# Chase Me
 追我吧 (letteralmente Inseguimi, noto in occidente con il titolo inglese Chase Me) è un reality show televisivo trasmesso da Zhejiang Satellite TV in Cina. Le riprese del programma sono iniziate l'8 ottobre 2019 a Ningbo. Il programma è trasmesso a partire dall'8 novembre dello stesso anno. 

## Formato
Lo show consiste in una serie di battaglie, in cui i membri di "Chasing My Family" sfidano i concorrenti in qualità di "cacciatori". Le battaglie sono a tempo.

## Personaggi

### Membri di "Chasing My Family"
- Chen Weiting
- Huang Jingyu
- Xiao Jingteng
- Fan Chengcheng
- Hua Shao (Moderatore)
- Zhong Chuxi
- Song Zuer
- Wu Xuanyi

## Episodi
Prima puntata (data di trasmissione: 8 novembre 2019)
| Ordine | Chasing My Family        | Inseguitore                           | Vincitore     |
| ------ | ------------------------ | ------------------------------------- | ------------- |
| 1      | Fan Chengcheng           | Hong Xiaolong (Campione della salute) | Hong Xiaolong |
| 2      | Song Zuer                | Shi Wei (sportivo)                    | Shi Wei       |
| 3      | Chen Weiting             | Ilpan (esperto di basket)             | Chen Weiting  |
| 4      | Huang Jingyu             | Chen Chen (cecchino)                  | Huang Jingyu  |
| 5      | Xiao Jingteng, Chu Chuxi | Tu Yuexiu (campione di combattimento) | Tu Yuexiu     |

Seconda puntata (data di trasmissione: 15 novembre 2019)
| Ordine | Chasing My Family (Yellow Team)                                   | Chasing My Family (Blue Team)                                       | Inseguitore               | Vincitore      |
| ------ | ----------------------------------------------------------------- | ------------------------------------------------------------------- | ------------------------- | -------------- |
| 1      | Li Xiaopeng                                                       | Zou Shiming                                                         | -                         | Li Xiaopeng    |
| 2      | Huang Jingyu, Guo Yue                                             | -                                                                   | Fang Bin (persona fisica) | Fang Bin       |
| 3      | -                                                                 | Chen Weiting, Chen Ruolin                                           | Zhang Jingkun (ciclista)  | Zhang Jingkun  |
| 4      | Xiao Jingteng, Guo Yue, Wei Sicheng (campione di polso), Xi Chuxi | Fan Ye, Chen Ruolin, Mo Shunjia (campione del Triathlon), Song Zuer | -                         | Squadra gialla |

Terza puntata (data di trasmissione: 22 novembre 2019)
| Ordine | Chasing My Family                                | Inseguitore                               | Inseguitore | Vincitore                       |
| ------ | ------------------------------------------------ | ----------------------------------------- | ----------- | ------------------------------- |
| 1      | Chen Weiting                                     | Zheng Kai                                 | -           | Chen Weiting                    |
| 2      | Huang Jingyu, Fan Ye                             | Li Chen, Huang Xuxi                       | Fang Bin    | Fang Bin                        |
| 3      | Wu Xuanyi                                        | Song Yuqi                                 | -           | Wu Xuanyi                       |
| 4      | Huang Jingyu, Song Zuer, Chen Weiting, Wu Xuanyi | Huang Xuxi, Zheng Kai, Li Chen, Song Yuqi | -           | Esecuzione di famiglia maschile |

## Incidenti
Il 27 novembre 2019, l'attore e modello Gao Yixiang è svenuto durante le riprese del programma ed è morto subito dopo. Si tratta del terzo incidente da quando il programma è iniziato.

## Cancellazione
In seguito ai troppi incidenti, il programma è stato cancellato. Dei 12 episodi pianificati, solamente 9 episodi sono stati girati. Di questi, solamente i primi 3 sono stati trasmessi.

## Ascolti
Il terzo episodio conta solamente gli spettatori di due delle tre reti, in quanto una rete non ha trasmesso l'episodio in seguito alle proteste dovute agli incidenti sul set.
| Episodio | Data di trasmissione | Spettatori (in milioni) |
| -------- | -------------------- | ----------------------- |
| 1        | 8 novembre 2019      | 2,437                   |
| 2        | 15 novembre 2019     | 2,227                   |
| 3        | 22 novembre 2019     | 1,648                   |